# ARPA-Anlage

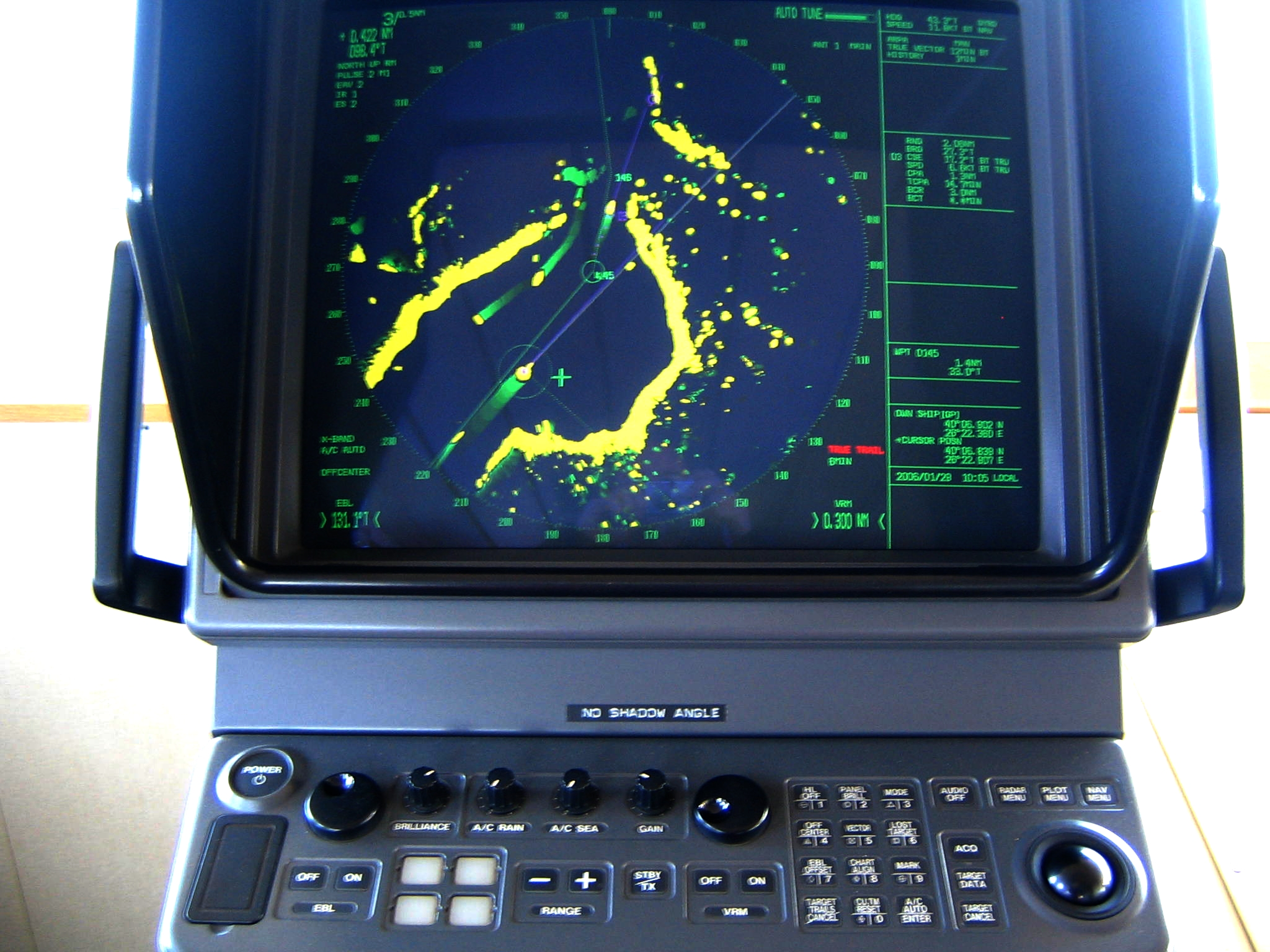
Typisches Radarsystem an Bord

Eine ARPA-Anlage (Automatic Radar Plotting Aid) ist eine automatische Radar-Plotteinrichtung, eine Radar-Plotthilfe oder ein Radarbild-Auswertegerät. Schiffe in der Umgebung werden automatisch verfolgt und mit Kurs und Geschwindigkeit auf dem Display angezeigt.
Die ARPA-Anlage ist ein modernes Hilfsmittel (Informationsgeber) bei der Entscheidung der Schiffsführung zum gefahrlosen Passieren – unter Beachtung der Kollisionsverhütungsregeln von 1972 – und bei der richtigen und effektiven Nutzung der Radarinformationen zur Verminderung der Umweltverschmutzung. Sie ermöglicht eine systematische Beobachtung angezeigter Objekte auf hohem Niveau, eine schnelle, exakte sowie umfassende Situationsbewertung und realisiert dabei unter anderem folgende Funktionen:
- alphanumerische Zieldatenanzeige
- Zielentdeckung, -erfassung und -verfolgung
- Darstellung der Schiffsbewegung
- automatische Warnungen
- Simulation von Manövern
- zusätzliche synthetische Symbole auf dem Bildschirm
- Eigenfahrt und -kurs

ARPA-Geräte arbeiten mit den Angaben des Radars, des Kreiselkompasses und der Fahrtmessanlage und können zur Radaranlage des Schiffes gewonnene Sekundärinformationen anzeigen.
Ferner können die aufbereiteten Informationen auf einem separaten Bildschirm angezeigt werden.
Die technischen Betriebsanforderungen für die ARPA-Anlage (Leistungsstandard/Leistungsparameter) wurden von der IMO erarbeitet und im Jahr 1979 als Resolution der Vollversammlung A. 422 (XI) angenommen.